# ZEE5
ZEE5 est un site Web indien de vidéo à la demande exploité par le groupe Essel via sa filiale Zee Entertainment Enterprises Il a été lancé en Inde le 14 février 2018 et est disponible en 12 langues. L'application mobile Z5 est disponible sur le Web, Android , iOS, les téléviseurs intelligents et autres appareils. Z5 comptait 56 millions d'utilisateurs actifs mensuels en décembre 2019.

## À propos de lui
ZEE5 est un service de vidéo à la demande par abonnement payant. L'abonnement coûte 999 INR pour un an. Des forfaits mensuels/trimestriels/semestriels sont également disponibles. Zee Five Club est un programme de divertissement télévisé qui propose exclusivement des programmes télévisés avant leur diffusion à la télévision.
La plateforme a commencé à diffuser des webséries en 2018,,. La même année, la plateforme a également présenté une autre série Web intitulée Kallachirippu produite par le réalisateur populaire Karthik Subbaraj, et Karenjit Kaur – L'histoire inédite de Sunny Leone, une série biographique sur l'actrice Sunny Leone.